# Аббасов, Джалал Энвер оглы
Джалал Энвер оглы Аббасов (азерб. Cəlal Ənvər oğlu Abbasov; род. 7 мая 1979, Баку) — азербайджанский певец, музыкальный продюсер.

## Карьера
В детстве учился игре на фортепиано. Профессиональная карьера началась в 1997 году. В 1999 году дебютировал на радио. В 2000 году первое выступление по телевидению. С 2001 по 2005 год жил и работал в Москве, выступал на различных концертных площадках. Вернувшись на родину, работал с такими композиторами как Имруза Гусейнова, Натиг Газанфар оглы, Фаик Суджаддинов, Эльдар Мансуров, Вагиф Герайзаде, автор Парвиз Насиров.
В 2008 году поступил в Бакинскую Музыкальную Академию имени Узеира Гаджибекова на вокальное отделение. Является учеником выдающегося педагога народного артиста СССР Фидан Касимовой.
Помимо композиторских песен в репертуаре более 3 000 песен на азербайджанском, русском, английском, итальянском и иных языках.
В 2011-2013 годах работал на должности художественного руководителя эстрадного оркестра управления культуры и туризма города Баку Министерства культуры и туризма.
На сегодняшний день записано более 250 песен.
В 2011 году представлял Азербайджан на первом международном конкурсе исполнителей поп-музыки тюркоязычных стран, организованном ТУРКСОЙ.

## Выступления
14 февраля 2009 года выступил в роли Феба де Шатопера в премьере мюзикла «Нотр-Дам де Пари» в театре «UNS» под руководством Наргиз Пашаевой.
В 2009 году выступал с камерным оркестром под руководством Теймура Геокчаева.
В 2009 году выступил с Народным оркестром под руководством Агаверди Пашаева.
В 2012 году провёл сольный концерт с живим оркестром на открытой площадке в филармоническом саду во время проведения Евровидения.
За весь период своей деятельности часто выступал на многочисленных государственных мероприятиях, различных концертных площадках страны, воинских частях с песнями на патриотическую тему.

## Сольные концерты
10 ноября 2007 года состоялся первый сольный концерт в Азербайджанском государственном театре песни имени Рашида Бейбутова.
25 декабря 2009 года во Дворце имени Гейдара Алиева состоялся сольный концерт с оригинальной программой «Баку вчера, сегодня, завтра». Концерт прошёл в сопровождении созданного Джалалом Аббасовым эстрадно-симфонического ансамбля «Бакинские ночи». Концерт проходил при поддержке отдела культуры и туризма г. Баку.
30 мая 2009 года дал сольный концерт — презентацию в Азербайджанском государственном театре песни имени Рашида Бейбутова
20 мая 2012 года во Дворце имени Гейдара Алиева состоялся сольный концерт. Концерт прошёл в сопровождении оркестра «Бакинские ночи» управления культуры и туризма г. Баку.
20 февраля 2020 года в 20:00 во Дворце имени Гейдара Алиева
прошла презентация группы «SHANSON COVER BAND», основанной Джалалом Аббасовым.
22 февраля 2022 года прошёл второй по счёту концерт группы. Была представлена обновлённая программа из новых авторских песен, а также кавера на песни мировых исполнителе.
В 2022 году в Новосибирске, завершился масштабный Всероссийский фестиваль музыкального искусства и вокально-хорового исполнительства "Царица песня", в котором принял участие и певец из Азербайджана Джалал Аббасов, чьё творчество давно полюбилось слушателям в России. По словам заместителя руководителя межпарламентской группы дружбы Россия-Азербайджан, депутата Госдумы Дмитрия Савельева, востребованность в России азербайджанских исполнителей свидетельствует как об их таланте, так и о повышенном интересе к азербайджанской культуре в России.
7 марта 2023 в Новосибирске, культурной столице Сибири, состоялся сольный концерт певца.
7 мая 2023 года в Международном центре мугама с большим успехом прошёл концерт лауреата международных конкурсов эстрады и шансона Джалала Аббасова и пианиста-виртуоза Низами Алиева под названием "Bir axşam Bakıda" (Одним вечером в Баку)
29 октября прошёл по счету 5-й концерт певца во Дворце имени Гейдара Алиева 
На концерте певец представил бакинцам и гостям нашего города разнообразную программу из популярных и новых песен. Выступление прошло с участием музыкантов - заслуженного артиста, перкуссиониста Тофига Джаббарова, Низами Алиева, Эльшана Дадашова, DJ Kenan и других, певиц Valida и Влады Ахундовой. Ведущей вечера была Арзу Вагифгызы.

## Съёмки в Дубае
Съёмки клипа на песню «Ты жди меня там» осуществлены в Дубае. Об этом сообщил Российский продюсер певца Александр Белов (Новосибирск). 
Джалал никогда не пел песни в стиле Deep House и мы решили попробовать что то новое  
— сообщает продюсер. Презентация официального клипа состоялась 5 июля 2022 года.

## Награды
- Обладатель Гран-При первого государственного конкурса эстрадной песни «Бакинские Ночи» (2008). В конкурсе приняли участие 90 профессиональных исполнителей. Конкурс проводился Министерством Культуры и Туризма.
- «Гран При» «TURKSOY»[12]
- «Гран При» международного фестиваля «Восточный Базар» (2012), в котором приняли участие более 25 стран[13][14].
- «Гран При» российского международного фестиваля «Гуляй душа» (2012)
- Премия «Крым ТВ» «Прорыв Года» (2012)[15]